# يوشيهيسا ياماموتو
يوشيهيسا ياماموتو (باليابانية: 山本喜久؛ بالكانا: やまもと よしひさ) هو مهندس وعالم وفيزيائي ياباني، ولد في 21 نوفمبر 1950 في طوكيو في اليابان.